# Above & Beyond
Above & Beyond je britská trancová hudební skupina založená v roce 2000, skládající se ze tří členů: Jono Grant, Paavo Siljamäki a Tony McGuinness. Trio je na trancové scéně známé díky svým uplifting trance nahrávkám a spolupráci s různými zpěváky. Mají také vlastní rádiovou show nazvanou Group Therapy Radio (dříve Trance Around the World). Písně skupiny jsou běžně hrány dobře známými DJ, jako například Tiëstem, Arminem van Buurenem, Ferry Corstenenm, ATB, Judge Julesem nebo Paul van Dykem. 28. října 2009 vyhlásil DJ Mag výsledky své ankety Top 100 DJs, ve které tato skupina skončila na čtvrtém místě.

## Diskografie

### Alba
- 2006 Tri-State
- 2008 Sirens of the Sea
- 2009 Sirens of the Sea Remixed
- 2010 Group Therapy
- 2015 We Are All We Need
- 2018 Common Ground